# Movimiento por los derechos civiles en Estados Unidos

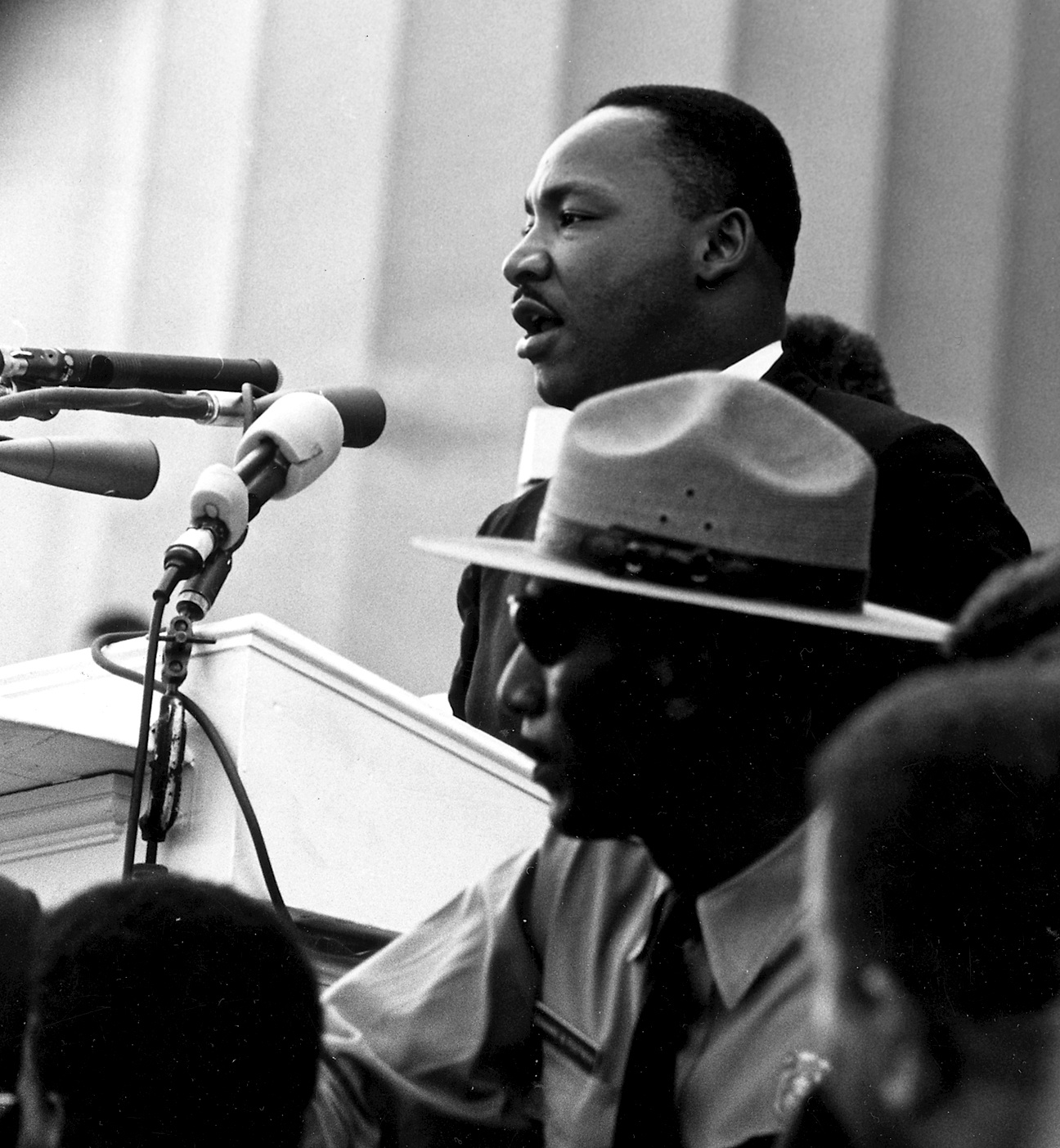
Martin Luther King hablando en la marcha por los derechos civiles en el monumento a Lincoln durante la marcha de 1963.

El movimiento por los derechos civiles en Estados Unidos fue una lucha larga para extender el acceso pleno a los derechos civiles y la igualdad ante la ley a los grupos que no los tienen, sobre todo a los ciudadanos afroamericanos. Han surgido numerosos movimientos a favor de otros grupos en EE. UU. a lo largo de los años, pero generalmente se usa el término para referirse a las luchas que tomaron lugar entre 1956 y 1969 para terminar la discriminación contra los afroestadounidenses y terminar con la segregación racial, especialmente en el sur de Estados Unidos. 
Usualmente consideran que este periodo comienza con el boicot de autobuses de Montgomery en 1955 y termina con el asesinato de Martin Luther King en 1968, aunque el movimiento por los derechos civiles en los Estados Unidos sigue de muchas formas hasta nuestros días.

## El asesinato de  Emmett Till, 1955
El asesinato de afroamericanos por parte de blancos racistas, era todavía común en los años cincuenta y en gran parte del sur no se castigaba a los delicuentes. Sin embargo el asesinato de Emmett Till, un adolescente de Chicago de visita con su familia en la localidad de Money, condado de Leflore, Misisipi, durante el verano de 1955, no pasó desapercibido. La edad de la víctima, la naturaleza del "crimen" —supuestamente le silbó a una mujer blanca en una tienda— y la decisión de su madre, Mamie Till de dejar el féretro abierto durante el funeral, mostrando las huellas de la paliza que le habían propinado los dos secuestradores blancos antes de dispararle y arrojar su cuerpo al río Tallahatchie el 28 de agosto, todo contribuyó para que el caso se convirtiera en una cause célèbre. Unas 50 000 personas pudieron haber visto el cuerpo de Emmet Till durante el funeral en su casa de Chicago y muchos miles más fueron expuestos a la evidencia, cuando una fotografía del cadáver fue publicada en televisión. 
Los dos asesinos fueron arrestados el día después de la desaparición de Till. Fueron declarados inocentes un mes más tarde tras una deliberación de 67 minutos por parte del jurado. El asesinato y la subsecuente absolución indignaron al público en el norte de forma análoga al caso de los Scottsboro boys en los 1930.

## Rosa Parks y el boicot de autobuses de Montgomery, 1955-1957

Rosa Parks con Martin Luther King en Montgomery, Alabama, 1955.

El 1 de diciembre de 1955, nueve meses después de que una estudiante de secundaria de 15 años, Claudette Colvin, se negara a ceder su asiento a un pasajero blanco en un autobús público en Montgomery, Alabama, y fuera arrestada, Rosa Parks hizo lo mismo. Parks pronto se convirtió en el símbolo del resultante boicot a los autobuses de Montgomery y recibió publicidad nacional. Más tarde fue aclamada como la "madre del movimiento de derechos civiles".

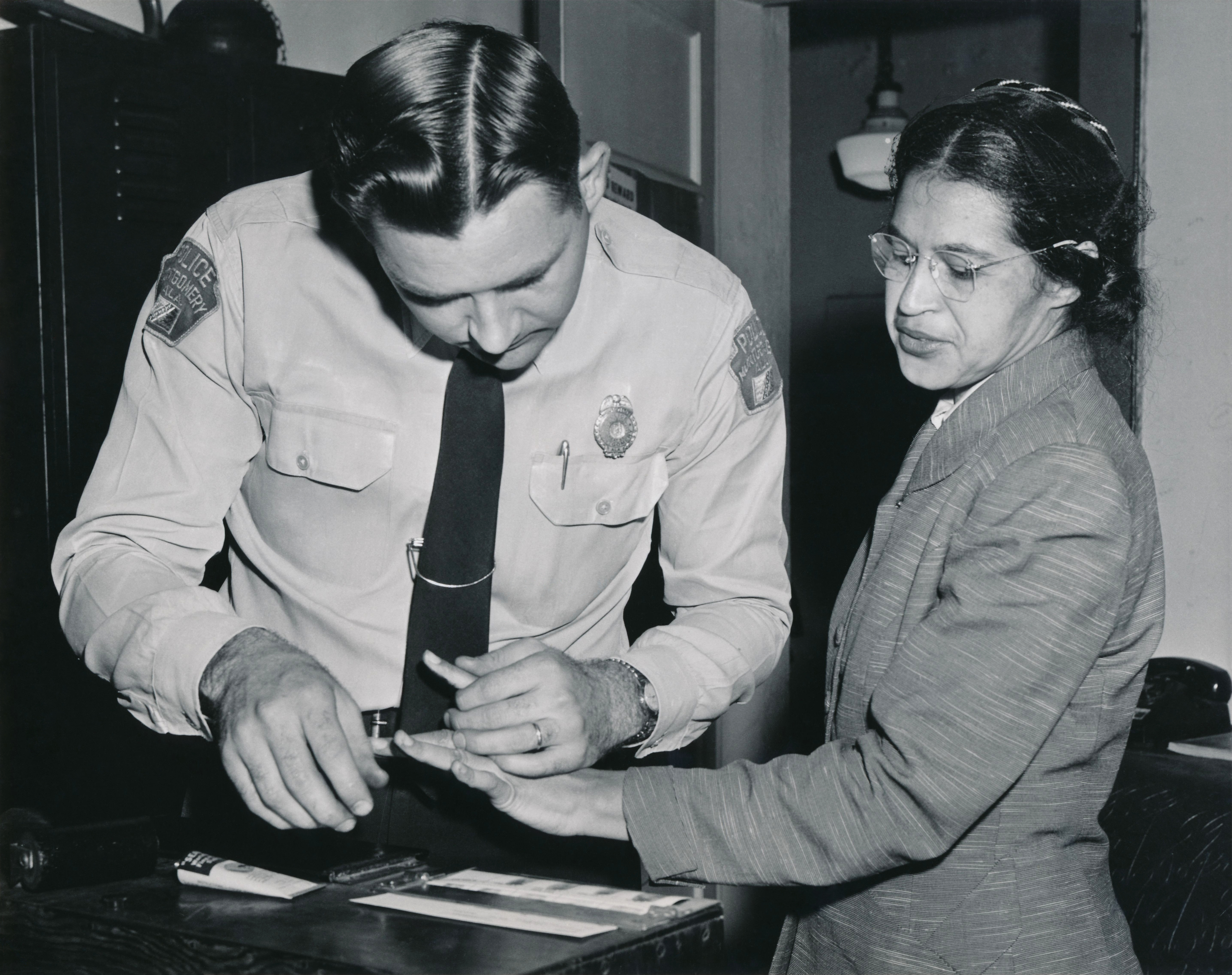
A Rosa Parks le toman las huellas dactilares tras ser arrestada por no ceder su asiento en un autobús a una persona blanca.

Parks era secretario del capítulo de la NAACP de Montgomery y había regresado recientemente de una reunión en la Highlander Folk School de Tennessee, donde Myles Horton y otros enseñaron la no violencia como estrategia. Después del arresto de Parks, los afroamericanos se reunieron y organizaron el boicot a los autobuses de Montgomery para exigir un sistema de autobuses en el que los pasajeros fueran tratados por igual. La organización estaba dirigida por Jo Ann Robinson, miembro del Consejo Político de Mujeres que había estado esperando la oportunidad de boicotear el sistema de autobuses. Tras el arresto de Rosa Parks, Jo Ann Robinson mimeografió 52.500 folletos pidiendo un boicot. Se distribuyeron por la ciudad y ayudaron a captar la atención de los líderes de derechos civiles. Después de que la ciudad rechazara muchas de las reformas sugeridas, la NAACP, liderada por E. D. Nixon, presionó para que se eliminara completamente la segregación de los autobuses públicos. Con el apoyo de la mayoría de los 50.000 afroamericanos de Montgomery, el boicot duró 381 días, hasta que se derogó la ordenanza local que segregaba a afroamericanos y blancos en los autobuses públicos. El noventa por ciento de los afroamericanos en Montgomery participaron en los boicots, lo que redujo significativamente los ingresos de los autobuses, ya que ellos constituían la mayoría de los pasajeros. Este movimiento también provocó disturbios que condujeron al Sugar Bowl de 1956. En noviembre de 1956, la Corte Suprema de los Estados Unidos confirmó el fallo de un tribunal de distrito en el caso Browder contra Gayle y ordenó la eliminación de la segregación en los autobuses de Montgomery, poniendo fin al boicot.
Los líderes locales establecieron la Asociación de Mejoramiento de Montgomery para centrar sus esfuerzos. Martin Luther King fue elegido presidente de esta organización. La larga protesta atrajo la atención nacional para él y la ciudad. Sus elocuentes llamamientos a la hermandad cristiana y al idealismo estadounidense crearon una impresión positiva en la gente tanto dentro como fuera del sur.

## Acciones de masas reemplazan las acciones legales
Hasta 1955 el movimiento por los derechos civiles en el sur se habían centrado en las cortes: mientras el NAACP (National Association for the Advancement of Colored People) trataba de registrar votantes mediante sus oficinas en el sur y protestaba la discriminación, sus esfuerzos carecían con frecuencia de coordinación y las autoridades locales solían hostigar a los locales y a sus miembros activistas.
Pero tras el incidente de Brown la estrategia cambió a la de "acción directa" entre 1955 y 1956 —principalmente mediante boicots, tomas de edificios, Viajeros de la libertad (viajes en autobús por grupos multirraciales de jóvenes para poner a prueba la segregación) y tácticas similares basadas en la movilización de masas, la resistencia no-violenta y la desobediencia civil—. En parte este giro fue resultado del intento de las autoridades locales por prohibir y hostigar a las organizaciones de derechos civiles más visibles en todo el sur profundo. El estado de Alabama había prohibido de hecho la NAACP, al requerirles en 1956 una lista de todos sus miembros y bloquear sus operaciones por negarse a proporcionarla. Aunque el Tribunal Supremo de los Estados Unidos revocó la decisión, por algunos años a mediados de los 1950s la NAACP no pudo funcionar.
Las iglesias y organizaciones de base locales llenaron el vacío y trajeron al movimiento un estilo mucho más energético y amplio que el de grupos como el NAACP que centraban su actividad en los tribunales de justicia.
El paso adelante más importante se dio en Montgomery, Alabama, donde los activistas veteranos del NAACP, Rosa Parks y Edgar Nixon persuadieron a Martin Luther King Jr. para que dirigiera el boicot de autobuses de Montgomery de 1955-1956. Activistas y líderes religiosos de otras comunidades, como Baton Rouge, Luisiana, habían usado el boicot en años anteriores, aunque esos esfuerzos con frecuencia se desvanecían después de algunos días. En Montgomery, por otro lado, la Montgomery Improvement Association creada para dirigir el boicot logró mantenerlo durante un año, hasta que un tribunal federal ordenó a la ciudad de Montgomery acabar con la segregación en sus autobuses. El éxito en Montgomery convirtió a King una figura nacional e inspiró otros boicots de autobuses, como el de Tallahassee, Florida de 1956-1957, que fue muy exitoso.
Los líderes de la Montgomery Improvement Association, Dr. King y el reverendo Ralph Abernathy, se unieron a otros líderes de la iglesia que habían organizado esfuerzos de boicot similares, para formar la Southern Christian Leadership Conference en 1957. La SCLC, con cuarteles centrales en Atlanta, Georgia, no trató de crear una red de oficinas locales, como la NAACP, sino que ofreció entrenamiento y otro tipo de asistencia a esfuerzos locales en contra de la segregación, mientras recolectaba fondos, principalmente en el norte, para apoyar estas campañas. Hizo de la no violencia su pilar central y su método principal para enfrentarse al racismo.

## Terminando con la segregación en Little Rock, 1957
También conocido como Little Rock Crisis fue un momento clave en los movimientos por los derechos civiles americanos, tras la decisión de la Suprema Corte en el caso Brown, el comité escolar de Little Rock, Arkansas, votó en 1957 integrar ese tipo de sistema escolar. La NAACP había elegido Little Rock para impulsar la integración, en lugar del sur profundo, debido a que Arkansas era considerado un estado sureño relativamente progresista. Sin embargo surgió una crisis cuando el gobernador de Arkansas, Orval Faubus llamó a la Guardia Nacional de Arkansas el 4 de septiembre para evitar que nueve estudiantes negros que habían demandado por el derecho a estudiar en una escuela integrada pudieran asistir al instituto (high school) del centro de Little Rock.
El gobernador mismo no era un extremista segregacionista, pero había recibido muchas presiones de parte del ala más conservadora del Partido Demócrata de Arkansas, que controlaba la política estatal entonces, después de haber declarado el año anterior que valoraría la posibilidad de poner al estado de Arkansas en línea con la decisión tomada en el caso Brown. Faubus se declaró en contra de la integración y en contra de la orden del tribunal federal que la requería.
La orden de Faubus lo enfrentó al presidente Dwight D. Eisenhower, que estaba determinado a cumplir las órdenes de los tribunales federales, aun cuando no le entusiasmara mucho la idea de acabar con la segregación en las escuelas públicas. El 25 de septiembre de 1957 Eisenhower ordenó a la Guardia Nacional desplegada por el gobernador que volviera a sus cuarteles, y desplegó elementos de la 101.ª División Aerotransportada del Ejército para escoltar a los Little Rock Nine Ernest Green (Nacido en 1941), Elizabeth Eckford (Nacida en 1941), Jefferson Thomas (1942–2010), Terrence Roberts (Nacido en 1941), Carlotta Walls LaNier (Nacida en 1942), Minnijean Brown (Nacida. 1941), Gloria Ray Karlmark (Nacida 1942), Thelma Mothershed (Nacida en 1940), y Melba Pattillo  Beals (Nacida en 1941). 
Los estudiantes pudieron asistir al instituto, aunque para esto debieron pasar por una muralla de blancos insultándolos y escupiéndoles el primer día de clases y el resto del año tuvieron que soportar el hostigamiento continuo de sus compañeros. Faubus fue reelegido como gobernador al año siguiente y sería reelegido tres veces más.<refBetancescoldwarcivilrights. (2006).

## Ocupación de edificios y viajes por la libertad (1961)
El Movimiento por los Derechos Civiles recibió una inyección de energía cuando los estudiantes de Greensboro, Carolina del Norte, Nashville, Tennessee y Atlanta, Georgia empezaron a "ocupar" los mostradores de tiendas locales a la hora de la comida en protesta por la segregación de los establecimientos. Se recomendaba a los manifestantes vestirse formalmente, sentarse callados y ocupar asientos alternados por simpatizantes blancos que quisieran unirse. Muchas de estas ocupaciones acabaron en brutales desalojos  por parte de autoridades escolares.
Esta técnica no era nueva —el Congress of Racial Equality (Congreso por la Igualdad Racial) lo había utilizado para protestar contra la segregación en el medio oeste durante los 1940s—, pero en 1960 logró atraer la atención nacional. El éxito de las ocupaciones en Greensboro provocó una epidemia de campañas estudiantiles en todo el sur del país. Probablemente la mejor organizada y disciplinada de éstas y la que trajo frutos más inmediatos, fue la de Nashville, Tennessee. A finales de los 1960s las ocupaciones se habían propagado a cada estado sureño y fronterizo, e incluso habían llegado a Nevada, Illinois y Ohio. Los manifestantes no se centraron solamente en los mostradores de comida, sino también en parques, playas, librerías, cines, museos y otros espacios públicos. Cuando se les arrestaba, los manifestantes estudiantiles hacían votos de "jail-no-bail", es decir, rehusaban pagar las fianzas y pasaban en la cárcel el tiempo de condena para evitar que la campaña gastara todos sus fondos en fianzas, y también para llamar la atención del público.
Los activistas que dirigieron estas ocupaciones, entre ellos Ella Baker, formaron el Student Nonviolent Coordinating Committee (SNCC-Comité Coordinador Estudiantil No-violento) en 1960 para profundizar estas tácticas de confrontación no-violentas. Su primera campaña, en 1961, fue la de los llamados Viajeros de la libertad (Freedom Riders), que consistían en trayectos  en autobús de los activistas hasta el sur profundo para terminar con la segregación de estas compañías en las terminales de autobuses, como requería la ley federal.
Estos viajes resultaron una misión extremadamente peligrosa. En Anniston, Alabama, un autobús fue atacado con bombas incendiarias, obligando a sus pasajeros a huir para salvar sus vidas. En Birmingham, un informante del FBI informó que el comisionado de seguridad pública Eugene "Bull" Connor había incitado al Ku Klux Klan para que atacara un grupo de pasajeros por la libertad "hasta que pareciera que un bulldog los había pescado". Los pasajeros fueron golpeados brutalmente. En el pueblo lúgubremente callado de Montgomery, una muchedumbre atacó otro autobús lleno de pasajeros por la libertad, provocando que John Lewis perdiera el conocimiento con una caja de madera y golpeando al fotógrafo de la revista Life, Don Urbrock con su propia cámara. Una docena de hombres rodearon a Jim Zwerg, un estudiante blanco de la Universidad Fisk, y lo golpearon con una maleta hasta saltarle los dientes.
Cuando eran llevados a la cárcel, también eran maltratados. Los amontonaban en celdas sucias y pequeñas y eran golpeados esporádicamente. En Jackson, Misisipi, algunos prisioneros tuvieron que hacer trabajos forzados bajo un calor de 100° Fahrenheit. Otros fueron transferidos a la penitenciaría de Parchman, donde se salaba intencionalmente su comida y les quitaron los camastros de sus celdas. Algunas veces se les amarraban las muñecas a las paredes y sus celdas eran cerradas excesivamente en días calurosos, dificultando su respiración.

## Movilizaciones en Misisipi
En 1962 Robert Moses, representante del SNCC en Ghana, unió a las organizaciones por los derechos civiles del estado —SNCC, NAACP Y CORE— para formar el COFO (Consejo de Organizaciones Federativas). Misisipi era el más peligroso de todos los estados sureños, y a pesar de esto, Moses, Medgar Evers de la NAACP y otros activistas locales emprendieron proyectos de educación electoral de puerta en puerta en las áreas rurales de Misisipi, tratando al mismo tiempo de reclutar estudiantes a su causa. Evers fue asesinado al año siguiente.
Aunque el COFO trabajaba directamente con la gente de Misisipi, James Meredith demandó exitosamente a la Universidad de Misisipi para que le permitiera estudiar ahí. Ganó su demanda en septiembre de 1962, pero el gobernador del estado, Ross R. Barnett, bloqueó su admisión a la Universidad, proclamando que "ninguna escuela será integrada en Misisipi mientras yo sea gobernador". Después de que la corte de apelaciones del quinto circuito declaró al gobernador y al lugarteniente del gobernador Paul B. Johnson, Jr. en desacato con multas de más de 10 000 dólares a cada uno, ellos todavía se negaron a permitir que Meredith se inscribiera en la Universidad. Entonces Meredith tuvo que ser acompañado por marshals del ejército de los Estados Unidos para poder entrar al campus el 30 de septiembre de 1962.
Estudiantes blancos y otros blancos iniciaron disturbios esa misma noche, arrojando piedras a los marshals que estaban cuidando a Meredith en el Lyceum Hall, y posteriormente disparando a los marshals. Dos personas resultaron muertas, incluyendo un periodista francés. 28 marshals recibieron heridas de bala y otros 160 resultaron heridos. Después de que la policía de carreteras de Misisipi salió del campus el presidente Kennedy envió al ejército regular para suprimir el levantamiento segregacionista. Meredith pudo iniciar sus clases al día siguiente, gracias a la presencia del ejército.

## El movimiento de Albany, 1961-1967
Algunos activistas estudiantiles habían criticado al SCLC y a otras organizaciones por los derechos civiles más visibles por no haberse comprometido con los viajes por la libertad. Como respuesta, el SCLC comprometió una buena parte de su prestigio y recursos a una campaña de desegregación en Albany, Georgia, en noviembre de 1961. King, que había sido criticado personalmente por algunos activistas del SNCC por su distancia de los peligros enfrentados por organizadores locales, intervino personalmente en la campaña dirigida por organizadores del SNCC y por líderes locales.
La campaña fue un fracaso en términos inmediatos, debido en gran parte a las tácticas cautelosas de Laurie Pritchett, el jefe de policía local, que logró contener el movimiento sin tener que recurrir a ataques violentos contra los manifestantes que indignaran la opinión nacional, y también debido a divisiones entre la comunidad negra. Prichett además se puso de acuerdo con todas las prisiones dentro de un radio de 100 km de Albany para que recibieran a manifestantes arrestados y quedara bastante espacio en su cárcel. Además de estos arreglos, Prichett consideró que la presencia de King era un peligro, y permitió su liberación para evitar que la comunidad negra se movilizara por él. King se retiró en 1962 sin conseguir ninguna victoria significativa. El movimiento local, sin embargo, siguió con la lucha y obtuvo logros significativos en los años siguientes.

## La campaña de Birmingham, 1963-1964
El movimiento de Albany resultó muy educativo para la SCLC cuando esta emprendió la campaña de Birmingham en 1963. La campaña se enfocaba en una meta concreta, la desegregación de los comercios del centro de Birmingham, en vez de buscar la desegregación completa, como en Albany. La brutal respuesta de las autoridades locales jugó a favor de la campaña, en particular la actitud mostrada por Eugene "Bull" Connor, el comisionado de seguridad pública que recién había perdido la elección para alcalde a un oponente menos rabiosamente segregacionista, pero se rehusaba a aceptar la autoridad del nuevo alcalde.
La campaña utilizó una variedad de métodos no-violentos de confrontación, incluyendo ocupaciones de edificios, protestas en iglesias locales y una marcha al edificio del condado para iniciar una campaña de registro de votantes. Sin embargo la ciudad consiguió una orden judicial para prohibir todas estas protestas. Con la convicción de que la orden era inconstitucional, la campaña que la desafió y se preparó para la detención de sus partidarios. King fue escogido para estar entre los arrestados del 12 de abril de 1963.
Mientras estaba en la cárcel, King, escribió (16 de abril) su famosa Carta desde la cárcel de Birmingham que debió redactar en las márgenes de un periódico y en recortes de papel, puesto que a él se había prohibido cualquier papel para escribir, mientras que era mantenido incomunicado en confinamiento solitario. Los partidarios de los derechos civiles ejercieron presión sobre Kennedy para que mejorara las condiciones de detención. Se permitió entonces a King llamar a su esposa, que se recuperaba en casa después del nacimiento de su cuarto niño, y fue liberado el 19 de abril. La campaña, sin embargo el movimiento vacilaba en este momento sobre si debía seguir basándose en manifestantes que querían arriesgarse a ser detenidos.
Los organizadores de SCLC optaron entonces por una alternativa polémica y llamaron a los estudiantes de secundaria a participar en las manifestaciones. King libre se reunió con los muchachos y al ver, junto a los jóvenes, también a niños, debió considerar seriamente si también ellos debían participar. Contó que pensó en sus propios hijos y que, como era el futuro de esos niños el que estaba en juego, esos niños tenían el derecho de estar en las manifestaciones.
Cuando más de mil estudiantes salieron de las escuelas el 2 de mayo para unirse a las manifestaciones que serían conocidas como la Cruzada de los Niños, los buses escolares fueron usados para llevarlos a prisión y más de seiscientos terminaron detenidos en cárcel. Esto ya era inusitado, pero en esa primera oportunidad la policía actuó con relativa moderación. Sin embargo al día siguiente, cuando  mil estudiantes, que se habían reunido en una iglesia, marcharon hacia el centro de la ciudad cantando "¡Queremos Libertad!", Bull Connor ordenó atacarlos con agua disparada por mangueras de bomberos y luego lanzó contra ellos perros policía. Además había colocado una catapulta con ladrillos apuntándole al paso de los niños.
Las cámaras de televisión difundieron por toda la nación las escenas de los chorros de agua de las mangueras de bomberos golpeando a niños y lanzándolos por los aires y de los perros que atacaban a escolares indefensos. Mientras el mundo se horrorizaba con las imágenes, el 5 de mayo ante una nueva manifestación, los policías y bomberos desobedecieron la orden de Connor de volver a lanzar perros y agua contra los manifestantes y simplemente los dejaron pasar.
La amplia difusión del ultraje público en Birmingham, forzó a la administración Kennedy a intervenir con mayor decisión en las negociaciones entre la comunidad de empresarios blancos y el SCLC. El 10 de mayo, las partes enfrentadas anunciaron un acuerdo para terminar con la segregación en los restaurantes y otras instalaciones del centro de la ciudad, crear un comité para eliminar prácticas de empleo discriminatorias, liberar a manifestantes encarcelados y establecer mecanismos permanentes de comunicación entre los líderes negros y blancos.
No todos en la comunidad negra aprobaron el acuerdo: Fred Shuttlesworth era particularmente crítico, pues era muy escéptico sobre la buena fe de la estructura de poder de Birmingham, por su experiencia en tratar de ellos.
La reacción de parte de la comunidad blanca contra el acuerdo, fue violenta. Bombas estallaron en el Hotel Gaston, sede informal de los líderes del SCLC, al igual que en la casa del hermano de King, el Reverendo A. D. King. Kennedy preparó a la Guardia nacional pero no llegó a hacerla actuar allí. Cuatro meses más adelante, de septiembre el 15, los miembros de Ku Klux Klan atacaron con bombas la Iglesia Bautista de la calle 16, en Birmingham, matando a cuatro jóvenes muchachas.
Otros acontecimientos del verano de 1963: El 11 de junio de 1963, George Wallace, gobernador de Alabama, intentó bloquear la integración racial en la Universidad de Alabama. El Presidente John F. Kennedy envió suficientes fuerzas federales para retirar del camino al gobernador y permitir la inscripción de dos estudiantes negros. Esa tarde, JFK se dirigió a la nación por TV y radio, con un discurso histórico sobre los derechos civiles. Medgar Evers fue asesinado el día siguiente en Misisipi. La semana siguiente según lo había prometido, el 19 de junio de 1963, JFK presentó al Congreso el proyecto de Ley de Derechos Civiles.

## Marcha sobre Washington, 28 de agosto de 1963

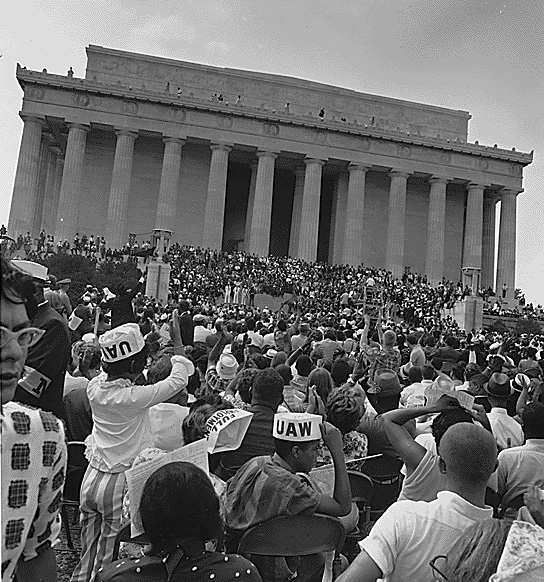
La marcha en el Lincoln Memorial.

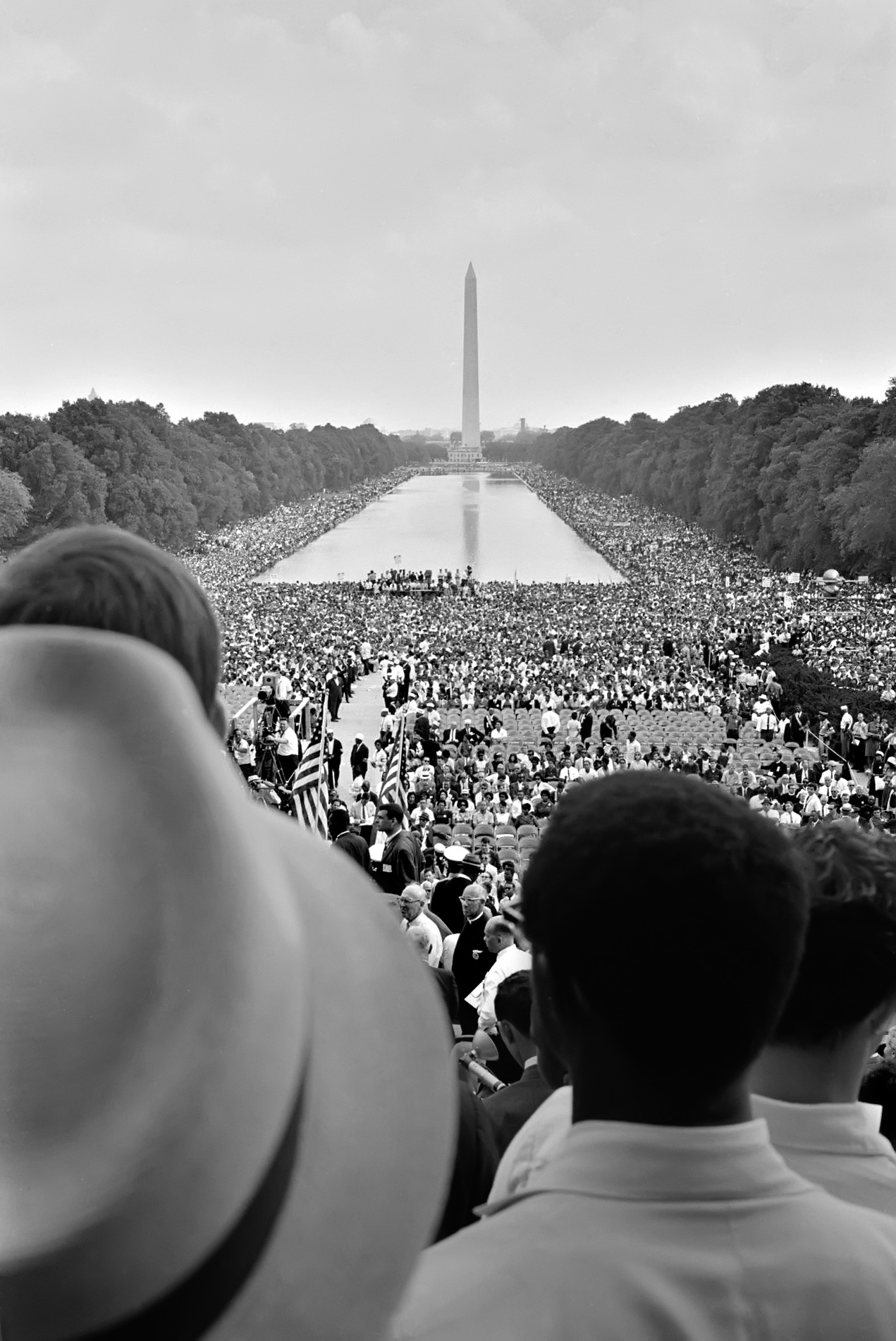
Marcha sobre Washington de 1963

En 1941 A. Philip Randolph, Bayard Rustin y otros activistas habían planeado una marcha sobre Washington por la eliminación de la discriminación de empleo en la industria, pero la marcha fue suspendida cuando el presidente Franklin Delano Roosevelt promulgó la Orden Ejecutiva 8802 prohibiendo la discriminación racial en la industria de defensa y creando una agencia para supervisar el cumplimiento de la orden. Randolph y Rustin fueron los principales organizadores de la Segunda Marcha sobre Washington por el Empleo y la Libertad, que propusieron inicialmente para 1962.
El gobierno de Kennedy presionó mucho a los organizadores para que esperaran las nuevas leyes y no realizaran la marcha, pero sin éxito, pues fue llevada a cabo el 28 de agosto de 1963. Fue un esfuerzo gigante de colaboración entre todas las organizaciones por los derechos civiles, del ala más progresista del movimiento sindical de los trabajadores, y de varias organizaciones más.
La marcha tenía seis metas oficiales: "leyes significativas de derechos civiles; un programa de empleo federal masivo; por pleno empleo justo; vivienda decente; ejercicio del derecho al voto; y educación integrada adecuada". De éstos, el foco verdadero de la marcha estaba en la aprobación de la Ley de Derechos Civiles, que la administración de Kennedy había propuesto después de las movilizaciones en Birmingham.
La marcha fue un gran éxito, aunque no estuvo ajena a la controversia. Más de 200 000 manifestantes se reunieron frente al Monumento a Lincoln, donde Martin Luther King pronunció su famoso discurso "Yo tengo un sueño":

"… Tengo un sueño: que un día esta nación se pondrá en pie y realizará el verdadero significado de su credo: “Sostenemos que estas verdades son evidentes por sí mismas: que todos los hombres han sido creados iguales”.
Tengo un sueño: que un día sobre las colinas rojas de Georgia los hijos de quienes fueron esclavos y los hijos de quienes fueron propietarios de esclavos serán capaces de sentarse juntos en la mesa de la fraternidad.

Tengo un sueño: que un día incluso el estado de Misisipi, un estado sofocante por el calor de la injusticia, sofocante por el calor de la opresión, se transformará en un oasis de libertad y justicia.

Tengo un sueño: que mis cuatro hijos vivirán un día en una nación en la que no serán juzgados por el color de su piel sino por su reputación.

Tengo un sueño hoy.

Tengo un sueño: que un día allá abajo en Alabama, con sus racistas despiadados, con su gobernador que tiene los labios goteando con las palabras de interposición y anulación, que un día, justo allí en Alabama niños negros y niñas negras podrán darse la mano con niños blancos y niñas blancas, como hermanas y hermanos.

Tengo un sueño hoy.

Tengo un sueño: que un día todo valle será alzado y toda colina y montaña será bajada, los lugares escarpados se harán llanos y los lugares tortuosos se enderezará y la gloria del Señor se mostrará y toda la carne juntamente la verá.

Ésta es nuestra esperanza. Ésta es la fe con la que yo vuelvo al Sur. Con esta fe seremos capaces de cortar de la montaña de desesperación una piedra de esperanza. Con esta fe seremos capaces de transformar las chirriantes disonancias de nuestra nación en una hermosa sinfonía de fraternidad. Con esta fe seremos capaces de trabajar juntos, de rezar juntos, de luchar juntos, de ir a la cárcel juntos, de ponernos de pie juntos por la libertad, sabiendo que un día seremos libres...".

Mientras que muchos oradores aplaudieron la administración de Kennedy por los esfuerzos (en gran parte ineficaces) que había hecho hacia la obtención de la nueva legislación de derechos civiles que protegía el derecho a votar y proscribía la segregación, John Lewis del SNCC criticó al gobierno porque había hecho poco para proteger a los negros del sur y a los defensores de los derechos civiles allí sometidos a feroces ataques. Aunque él atenuó sus comentarios bajo presión de otros integrantes del movimiento, sus palabras aun resuenan:

Marchamos hoy por el empleo y la libertad, pero no tenemos por qué sentirnos satisfechos, porque centenares y millares de nuestros hermanos no están aquí, porque ellos no tienen ningún dinero para su transporte, porque están recibiendo salarios de hambre... o ningunos salarios. En buena conciencia, no podemos apoyar la ley por los derechos civiles del gobierno. Porque esta legislación no protegerá a niños jóvenes y a las ancianas contra perros policía y las mangueras de los bomberos que agreden manifestaciones pacíficas. Esta ley no protegerá a los ciudadanos de Danville, Virginia, que debe vivir bajo el terror constante, en un estado policíaco. Esta ley no protegerá a centenares de personas que han sido arrestadas con cargos fabricados, como en Americus, Georgia, donde hay cuatro hombres jóvenes en la cárcel, haciendo frente a la pena de muerte, por participar en una protesta pacífica. Deseo saber ¿de qué lado es el gobierno federal? La revolución es seria. El Sr. Kennedy está intentando llevar la revolución de las calles a las cortes. Escuche Sr. Kennedy, las masas negras están marchando por empleo y por libertad, y debemos decir a los políticos que no habrá un período de tregua.

Después de la marcha, King y otros líderes de los derechos civiles se reunieron con el presidente Kennedy en la Casa Blanca. Mientras que Kennedy parecía confiar sinceramente en la aprobación de la ley, no estaba claro que tenía los votos para hacerlo. Pero tras su asesinato el 22 de noviembre de 1963, el nuevo presidente Lyndon B. Johnson logró utilizar su influencia en el Congreso para sacar adelante gran parte de la agenda legislativa de Kennedy. Aprobándose la Ley de Derechos Civiles de 1964 del 2 de julio y la de derecho del voto de 1965 del 6 de agosto.

## Verano de la Libertad en Misisipi, 1964
El 20 de junio de 1964, Michael Schwerner, Andrew Goodman y James Chaney llegaron a Misisipi como parte de un grupo de voluntarios del "Verano de la Libertad" que educaban y registraban electoralmente a los afroamericanos. 
Un grupo de Ku Klux Klan los asesinó y enterró en unas fosas ocultas en Filadelfia, una pequeña ciudad de Misisipi. Aunque las autoridades del lugar quisieron encubrir los hechos, seis semanas más tarde los cadáveres fueron hallados.
El episodio fue llevado al cine en 1988 por el director Alan Parker, en la película Arde Mississippi, si bien con notables licencias dramáticas: en la realidad, los asesinos no fueron condenados. Esto provocó la ruptura generacional entre jóvenes y veteranos.